# Webserver
En webserver er i computerterminologi et program (eventuelt også maskinen det kører på) der lagrer og udleverer data på internettet. De opbevarede data kan webbrowsere hente via protokollen HTTP eller HTTPS. Ud over den grundlæggende funktion, at sende efterspurgte filer af sted vil en webserver typisk have andre muligheder. Nogle webservere kan håndtere mange domæner, så det udefra ser ud som om der er tale om helt adskilte maskiner men i virkeligheden er det samme computer og samme webserverprogram. Det kan også være muligt at adskille den filstruktur som brugeren oplever fra den struktur som filerne rent faktisk er placeret i. Det giver mulighed for at flytte filer efter behov uden at hjemmesidens struktur ændres. Typisk vil der også være mulighed for at beskytte dele af webserverens indhold med kodeord og på den måde styre adgangen. Webservere skal vedligeholdes med de nyeste sikkerhedsopdateringer, for at forhindre indbrud i systemet.

## Eksempler på webservere
Som eksempler kan nævnes: Apache, Tux, Roxen og IIS.
| Hardware | Spire Denne artikel om computere og anden hardware er en spire som bør udbygges. Du er velkommen til at hjælpe Wikipedia ved at udvide den. |